# John Goossens
Pour les articles homonymes, voir Goossens.
John baron Goossens (officiellement Johny Léon Jacques Goossens), né à Mechelen-aan-de-Maas, le 25 novembre 1944 et décédé le 8 novembre 2002 à Francorchamps, fut un chef d'entreprise et mécène belge.
Il fut à la tête de Belgacom, Proximus et du Royal Automobile Club de Belgique et siégeait dans de nombreux conseils d'administration.

## Biographie
Il avait une licence en sciences commerciales et financières (UCL); Master of Business Administration (université Columbia, New York).
Il débute chez General Motors Overseas Corporation (GMOC) en 1968 comme coordinateur de la stratégie. 
En 1971, il revient en Belgique comme stagiaire en management auprès du groupe pétrolier Texaco, où il devient directeur des ventes puis directeur général. En 1989, il reprend la direction de la filiale anversoise du groupe Alcatel Bell. 
En 1995, il succède à Bessel Kok à la tête de Belgacom.
Il transforme Belgacom en société publique compétitive (société anonyme de droit public) avant de préparer sa libéralisation. Via les plans Turbo et BeST, John Goossens réduira le nombre d'agents Belgacom de 11.000 unités environ.
John Goossens siégeait au Conseil d'Administration de la Fédération internationale de l'automobile (FIA), TotalFinaElf, KBC, GBL, FEB et de la VEV. Il fut administrateur du Comité olympique interfédéral belge, de la Fondation Université Catholique de Louvain et de la Columbia University business school.
Passionné de voile, il organisa le parrainage par Belgacom du trimaran de Jean-Luc Nélias, qui participa à la Route du Rhum.
Il reçut concession de noblesse héréditaire avec le titre personnel de baron en 2000, confirmé par la levée de lettres patentes en mai 2002.
Il avait épousé en 1972 Anita Vaxelaire, fille de Raymond Vaxqelaire et nièce du baron François Vaxelaire (Groupe GIB). Ils eurent trois enfants, mais divorcèrent en 1996.

## Littérature
- Y.-W. DELZENNE & J. HOUYOUX, Le nouveau dictionnaire des Belges, 1998.
- John Goossens, le portrait, dans: Le Soir, 9 novembre 2002.
- Humbert DE MARNIX DE SAINTE-ALDEGONDE, État présent de la noblesse belge, Annuaire 2007, Brussel, 2007.